# خاندان نیتا
خاندان نیتّا (به ژاپنی: 新田氏 Nitta-shi) یکی از چندین خاندان بزرگی است که از سیوا گنجی منشعب شده‌اند. این خاندان به عنوان دشمن  خاندان هوجو و بعدها شوگون‌سالاری آشیکاگا شمرده می‌شود.